# Clerodendrum minahassae
Clerodendrum minahassae là một loài thực vật có hoa trong họ Hoa môi. Loài này được Teijsm. & Binn. mô tả khoa học đầu tiên năm 1863.